# 零卡分期
零卡分期為中租控股子公司仲信資融的分期行動支付品牌，辦理免信用卡之分期付款、行動支付服務。為台灣數家網路購物中心的無卡分期合作夥伴。

## 外部連結
- 中租零卡分期 - 隨享分期，精彩可期（繁體中文）
- 0card的Facebook專頁